# ネアムツ県
| 県章 ネアムツ県の位置 |                                        |
| 地域                  | 北東地域                               |
| 歴史的な地域          | モルダヴィア、一部はトランシルヴァニア |
| 県都                  | ピアトラ・ネアムツ                     |
| 面積                  | 5,896km²                               |
| 人口                  | 454,203人（2021年）                    |
| 人口密度              | 77人/km²                               |
| ISO 3166-2            | RO-NT                                  |

ネアムツ県（ネアムツけん、Judeţul Neamţ）は、ルーマニア・モルダヴィア地方の県。県都はピアトラ・ネアムツ。
人口は454,203人（2021年国勢調査）。民族構成はルーマニア人が391,640人、ロマ人が5,761人など。

## 地理
東はヤシ県とヴァスルイ県、西はハルギタ県、北はスチャヴァ県、南はバカウ県に接する。
県の西部は東カルパティア山脈に属する山地で、標高1907メートルのオコラシュル・マーレ峰と1904メートルのトアカ峰を持つチャフラウ山塊（en:Ceahlău Massif）がある。また、ビカズ川に沿って美しいビカズ渓谷がある。1950年代にビストリツァ川にビカズダムが建設され、ルーマニアで最大の人造湖イズヴォルル・ムンテルイ湖（Izvorul Muntelui＝山の泉、ビカズ湖とも呼ばれる）が形成された。県の東部はシレト川に沿った標高の低い地域である。

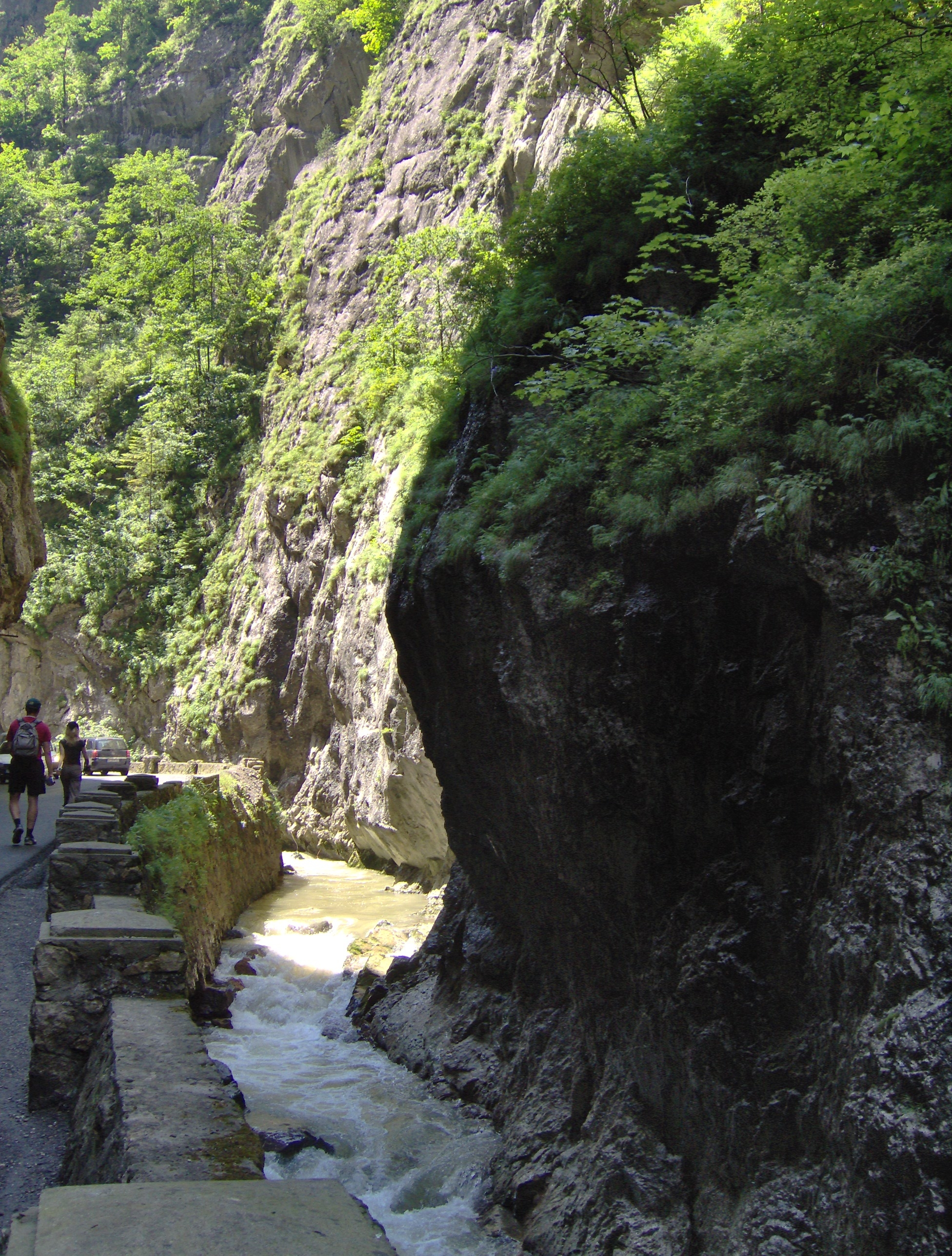
ビカズ渓谷

## 経済
県内の主要産業には以下のものがある。
- 化学工業
- 機械部品製造
- 織物産業
- 食品製造
- 建設資材製造

ビカズダムによって作られたイズヴォルル・ムンテルイ湖（ビカズ湖）の水は、ビカズ＝ステジャル水力発電所で発電に使われている。

## 行政区画
県は2つの都市、3つの町、78の基礎自治体からなる。

### 主な都市
- ピアトラ・ネアムツ（約10万5千人）
- ロマン（約7万人）

## 出身有名人
- セルジュ・チェリビダッケ - 指揮者
- イオン・クリャンガ - 作家
- コンスタンティン・ゲオルギウ - 作家

## 註
1. 1 2  “Tabel-2.02.1-si-Tabel-2.02.2.xlsx”. ルーマニア国家統計局. 2024年8月28日閲覧。